# Selambina imitans
Selambina imitans är en fjärilsart som beskrevs av Köhler 1979. Selambina imitans ingår i släktet Selambina och familjen nattflyn. Inga underarter finns listade.